# 구시포항
구시포항(九市浦港, Gusipo Fishing Port)은 전북특별자치도 고창군 상하면 자룡리에 있는 어항이다. 1991년 1월 1일 국가어항으로 지정되었으며, 관리청은 해양수산부 서해어업관리단, 시설관리자는 고창군수이다.

## 어항 연혁
- 상하면은 고려시대 장사현에 속하였고, 이조시대에는 무송과 장사현을 병합하여 무장현이라 칭하였으며, 일제시대에 와서는 상이면과 하이면을 통합하여 상하면으로 개칭되었다. 그 후 상하면은 고창군의 남서부 서해안에 위치하며 동쪽은 송림산 등을 경계로 무장면, 남서쪽은 전라남도 영광군 홍농읍, 북쪽은 장군산을 경계로 하고 있다.
- 1800년 무렵에는 소금을 생산하던 포구다. 염전을 일구기 위하여 설치한 수문 모양이 소의 구시통(구유)처럼 생겼다고 하여 구시포라 불린다. 해양수산부가 선정한 '아름다운 어촌 100선'에 선정되어 있다.[1]
- 구시포항은 1989년 개발에 착수했으며 1999년 국가어항으로 지정되면서 어항시설계획 및 기본설계용역을 실시하고, 2000년 어항기본설계 및 환경영향평가용역을 실시, 2002년 연륙도로 개축을 착수했다.[2]
- 2011년 3월 24일 농림수산식품부가 전국 76개 연안 시군 추천을 통해 4월 가볼 만한 어촌으로 구시포 마을을 선정했다.[3]

## 어항 구역
구시포항의 어항구역은 다음과 같다.
- 수역: 연육도로 기부측을 기점으로 정북 140m점과 이 점에서 N84°W방향 1,518m점과 이 점에서 S방향 858m점과 이 점에서 N80°E방향으로 육지부를 순차적으로 연결하는 선을 따라 형성된 공유수면[4]
- 육역: 0 필지[5]

## 개발 계획
2007년 10월 22일 구시포항 개발계획이 변경 고시되었다. 주요 내용은 다음과 같다.
- 북방파제(등대공 포함) 410m, 남방파제(등대공 포함) 180m, 물양장(기존물양장 70m, 가설도로 76m, 포장, 급·배수공 포함) 240m, 선양장 30m, 북방파호안 64m, 남방파호안 88m, 동측호안(기시설 136.65m 포함) 236.65m, 방파호안(기존물양장70m 배후) 90m, 일반호안(어구보관수리장) 150m, 연육도로 811.6m, 부대공(전기공 포함) 1식

2012년 농림수산식품부는 구시포항을 이용고도화 시범사업 대상지로 선정했다. 10개월간 기본계획을 수립한 후 실시설계 및 환경영향평가 등을 거쳐 2014년부터 2018년까지 구시포항 부지 25만205m2에 911억원의 사업비를 투자해 기반시설인 방파제, 물량장, 부지조성 등과 체험어장, 청소년 교육장, 생태 체험장, 축제거리로 조성한다.

## 주요 어종
구시포항의 주요 어종은 주꾸미, 새우, 꽃게 등이다.